# Hopetown
Hopetown — будущая компьютерная ролевая игра, разрабатываемая студией Longdue Games. Релиз проекта запланирован на 2029 год. Проект финансируется с помощью краудфандинга.

## Сюжет
События игры разворачиваются в шахтёрском городке, куда приезжает журналистка с уникальной способностью менять реальность. Главная героиня хаотичная, склонная к саморазрушению провокаторша (в глазах которой человечество эгоистичное и жестокое по своей природе), она предпочитает давить на больные места, дёргать за ниточки и наблюдать, к чему это приведёт.

## Игровой процесс
Игрок сможет выбрать его роль протагониста — аналитика, разоблачителя или конспиролога, а решения персонажа будут менять ход событий и мир вокруг с помощью системы «психогеографии». По словам разработчиков диалоги станут станут «ключевым оружием» главного героя, а каждое действие игрока будет иметь значение. Представители Longdue Games так описывают концепцию будущей игры: 
Эмоции, воспоминания и разговоры заменяют традиционные механики вроде ключей и рычагов, становясь инструментами, отпирающими двери, изменяющими ландшафт и меняющими отношения. […] Прогресс заключается не только в решении головоломок или поиске предметов, но и в навигации по расколотой психике главного героя и пульсации, которую она создает в окружающей среде.

## Разработка
Студия Longdue Games, занимающаяся проектом, основана бывшими сотрудниками ZA/UM (к которым присоединились бывшие участники Rockstar, Bungie и Brave At Night). По словам разработчиков, Hopetown является «духовной наследницей» Disco Elysium, а также во многом вдохновлена Planescape: Torment. Студия обещает «эмоциональную и философскую глубину» предшественницы и планирует переосмыслить жанр психологических ролевых игр с помощью новаторской механики и мира.